# Cuaespinós andí
El cuaespinós andí (Leptasthenura andicola) és una espècie d'ocell de la família dels furnàrids (Furnariidae).

## Hàbitat i distribució
Habita zones amb vegetació densa a les riberes i puna, a les muntanyes des de Colòmbia i nord-oest de Veneçuela, cap al sud, a través dels Andes d'Equador i el Perú fins l'oest de Bolívia.